# Julian Keiblinger
Julian Keiblinger (* 18. Mai 2001) ist ein österreichischer Fußballspieler.

## Karriere
Keiblinger begann seine Karriere beim SC Sitzenberg/Reidling. Zur Saison 2015/16 wechselte er in die Jugend des SKN St. Pölten. Im März 2019 debütierte er gegen die Amateure des SK Rapid Wien für die Amateure des SKN in der Regionalliga. Für die SKN Juniors absolvierte er in der Saison 2018/19 zehn Partien in der Regionalliga, aus der das Team zu Saisonende allerdings abstieg. Nach dem Abstieg kam er in der Saison 2019/20 bis zum Saisonabbruch zu 15 Einsätzen in der Landesliga, in denen er sechs Treffer machte. In der ebenfalls abgebrochenen Spielzeit 2020/21 kam er zu neun Landesligaeinsätzen und machte dabei sechs Tore.
Zur Saison 2021/22 rückte er in den Profikader des SKN. Sein Debüt für die Profis in der 2. Liga gab er im Juli 2021, als er am zweiten Spieltag jener Saison gegen den FC Liefering in der 64. Minute für George Davies eingewechselt wurde. Im Mai 2022 wurde sein Vertrag in St. Pölten langfristig bis Sommer 2025 verlängert. Insgesamt absolvierte er 84 Zweitligapartien für den SKN, in denen er zehn Tore erzielte.
Im August 2024 wechselte Keiblinger leihweise nach Polen zum Zweitligisten GKS Tychy. Für Tychy kam er zu 25 Einsätzen in der 1. Liga, in denen er fünf Tore erzielte. Im Juni 2025 wurde er von den Polen fest verpflichtet.